# Srbijanska ženska odbojkaška reprezentacija
Srbijanska odbojkaška reprezentacija predstavlja državu Srbiju u športu u međunarodnim odbojkaškim natjecanjima.
Od 1949. do 1991. je bila dijelom  SFR Jugoslavije, od 1992. do 2002. unutar SR Jugoslavije, a od 2003. do 2006. kao Srbija i Crna Gora. Aktualne su svjetske prvakinje.
Srbijanski olimpijski odbor ju je proglašavao najboljom djevojčadi godine u razdoblju od 2006. do 2010. godine.

## Osvojena odličja

### Olimpijske igre
- srebro 2016. Rio de Janeiro
- bronca 2021. Tokio

### Svjetska prvenstva
- kao dio Srbije i Crne Gore
- bronca 2006. Japan
- kao Srbija
- zlato 2018. Japan

### Europska prvenstva
- kao dio Jugoslavije
- bronca 1951. Francuska
- kao Srbija
- srebro 2007. Belgija / Luksemburg
- zlato 2011. Srbija / Italija
- bronca 2015. Belgija / Nizozemska
- zlato 2017. Azerbajdžan / Gruzija
- zlato 2019. Slovačka / Madžarska / Poljska / Turska

Europske igre
- bronca 2015. Baku

### Svjetski Grand Prix
- bronca 2011. Macao
- bronca 2013. Sapporo[1]

Svjetski kup
- srebro 2015. Japan

### Europska liga
- zlato 2009. Kayseri
- zlato 2010. Ankara
- zlato 2011. Istanbul
- bronca 2012. Karlove Vari

### Mediteranske igre
- kao dio Jugoslavije
- srebro 1979. Split
- bronca 1983. Casablanca